# 宓惟慷
宓惟慷（？—？），一作宓惟康，字健生，清朝官員，本籍浙江。監生出身。

## 生平
宓惟康於1841年（道光21年）（1844年實授）接替趙秉湘，任臺灣府淡水廳艋舺縣丞一職，是大臺北地區的地方父母官。
1841年，中日鴉片戰爭爆發，英國船隻攻擊艋舺，宓惟康亦為王廷幹麾下，並助清朝擊退英國戰船。